# Thomas Damett
Thomas Damett (1389/90 a 15 de julho de 1436/14 de abril de 1437) foi um compositor inglês do final da Idade Média e início do Renascimento.
O filho ilegítimo de um cavalheiro, ele foi um plebeu no Winchester College até 1406-147 e tornou-se reitor de Stockton, Wiltshire, em 1413. O seu nome aparece ocasionalmente nas contas da Capela da Casa Real entre 1413 e 1430-31. Nove obras dele - seis movimentos (incluindo um par Gloria-Credo) e três motetos (um isorítmico) - sobrevivem no Old Hall Manuscript.